# Escuts i banderes de la Ribera Baixa
Els escuts i banderes de la Ribera Baixa són el conjunt de símbols que representen els municipis d'aquesta comarca.
En aquest article s'hi inclouen els escuts i les banderes oficialitzats per la Generalitat Valenciana i els que se van aprovar per l'administració de l'Estat abans de les transferències a la Generalitat Valenciana, així com altres que no han estat oficialitzats.

## Escuts oficials

Escut d'Albalat de la Ribera Aprovat el 17 d'octubre de 2001.
Escut d'Almussafes Aprovat el 31 de maig de 1961.
Escut de Benicull de Xúquer Aprovat el 6 de juliol de 1992.
Escut de Corbera Aprovat el 3 de desembre de 1999.
Escut de Cullera Aprovat el 29 d'agost de 1986.
Escut de Fortaleny Aprovat el 14 de setembre de 2000.
Escut de Llaurí Aprovat el 3 de setembre de 1999.
Escut de l'EATIM Mareny de Barraquetes (Sueca) Aprovat el 25 de juliol de 2001.
Escut de l'EATIM el Perelló (Sueca) Aprovat el 25 de febrer de 2003.
Escut de Polinyà de Xúquer Aprovat el 29 d'abril de 2005.
Escut de Riola Aprovat el 4 de març de 2008.
Escut de Sueca Rehabilitat el 7 de desembre de 1973[12] i modificat el 7 de febrer de 2003.

## Escuts sense oficialitzar

Escut de Favara
Escut de Sollana

## Banderes oficials

Bandera d'Albalat de la Ribera Aprovada el 18 de novembre de 2008.
Bandera de Corbera Aprovada l'1 de desembre de 2005.
Bandera de Cullera Aprovada el 19 de desembre de 2017.
Bandera de Polinyà de Xúquer Aprovada el 18 de gener de 2016.
Bandera de Sueca Rehabilitada el 18 de novembre de 2002.